# Přehled vítězů českých a československých nejvyšších hokejových soutěží

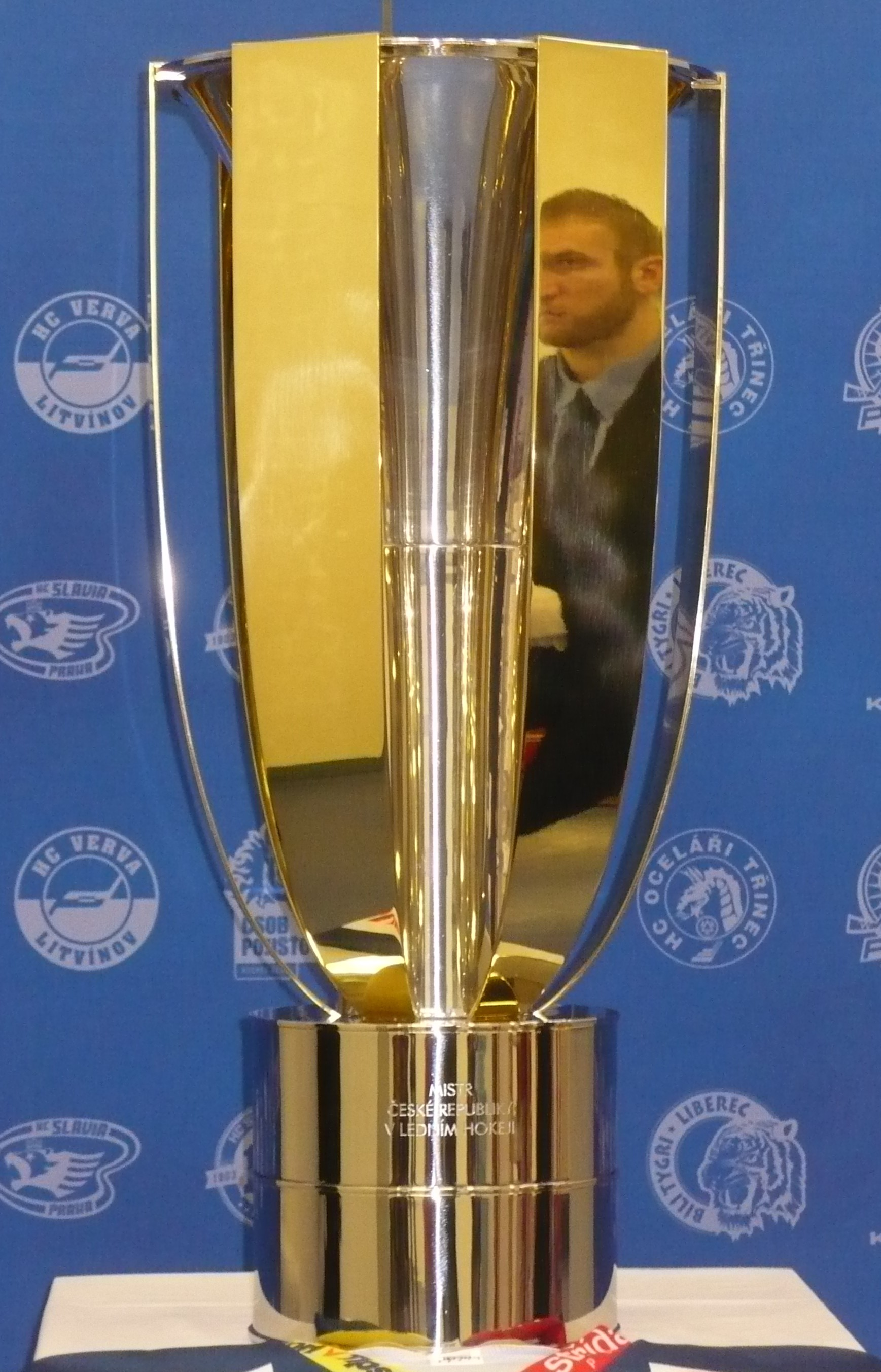
Pohár T. G. Masaryka, který od sezony 2013/14 získává vítěz ELH

Tento článek pojednává o vývoji a historii české a československé nejvyšší soutěže v ledním hokeji, která dnes nese název Extraliga ledního hokeje.
V předligovém období byly na našem území hrány soutěže, které by se nejvyšší ligou daly nazvat, ale oficiálně byla Československá hokejová liga založena až v roce 1936. Rozhodnutí o jejím založení proběhlo o rok dříve, kdy byl odehrán Kvalifikační ročník.
Od prvního ročníku 1936/37 byla soutěž přerušena jen dvakrát, a to kvůli politicko-válečným událostem druhé světové války. Během ní se ligová soutěž hrála jako Českomoravská liga bez účasti slovenských klubů. Ty se do soutěže vrátily až po roce 1945.
Po rozpadu České a Slovenské federativní republiky v roce 1993, došlo i k rozštěpení Československé hokejové ligy. Její nástupnickou soutěží se stala Extraliga ledního hokeje.
Nejúspěšnějším klubem ligové historie je s 14 mistrovskými tituly Kometa Brno. 12 titulů získala Dukla Jihlava. Celkem 11 mistrovských titulů získal tým LTC Praha.

## Soutěže za Rakousko-Uherské monarchie před rokem 1918
Lední hokej, nebo také „Kanada“, se do Českých zemí dostal na přelomu 19. a 20. století. V roce 1908 byla založena Mezinárodní federace ledního hokeje (dříve LIGH, dnes IIHF) a Čechy se staly jejím druhým členem. V roce 1909 se konal 1. ročník Mistrovství Čech v kanadském hockeyi, jak turnaj označil dobový tisk. Celkem byly odehrány tři ročníky tohoto mistrovství a vždy zvítězil klub SK Slavia Praha.

### Přehled ročníků
| Rok  | Vítězný tým     | Fin. | Poražený finalista | Ref. |
| ---- | --------------- | ---- | ------------------ | ---- |
| 1909 | SK Slavia Praha | 8–1  | ČSZS Praha         |      |
| 1911 | SK Slavia Praha | 3–0  | ČSS Praha          |      |
| 1912 | SK Slavia Praha | 8–0  | ČSZS Praha         |      |

## Předligové období po vzniku Československa (1918 – 36)
V roce 1919 byl ustanoven Československý svaz hokejový, který sdružoval 25 klubů s přibližně 450 registrovanými hráči. Podle odhadů však jen jedna třetina hrála klasický kanadský hokej.
V roce 1919 se uskutečnilo Mistrovství Československého hokejového svazu, kterého se však účastnily pouze tři týmy. Dva týmy SK Slavia Praha a Česká sportovní společnost Praha. Ve finálovém utkání zvítězila Slavia nad ČSS 1–0.
Následující roky byly ve znamení neklidu a organizování celostátní soutěže příliš nepřály. Změnit se to mělo v roce 1924, kdy se po záštitou Kanceláře prezidenta republiky konalo první svazové Mistrovství ČSR. Účastnilo se jen 5 celků a snadného vítězství dosáhla SK Slavia Praha, která ve finále přehrála ČSK Vyšehrad 1907 17–0.
V Československu se postupně rozšířily soutěže menších územních celků (Divize, kraje, apod.), ale celostátní soutěž neexistovala. To se částečně změnilo až na konci 20. let 20. století, kdy se začala konat Mistrovství Československa. Avšak vzhledem k neúčasti týmů ze Slovenska se jednalo spíše o Mistrovství Čech a Moravy.
Soutěž neměla ustálený formát a střídavě se do ní kvalifikovaly vítězové územních lig. Vzhledem k dominanci pražských celků měl nejlepší z nich velkou šanci, aby ovládl i Mistrovství. Jednoznačným vládcem všech 6 ročníků byl nově vzniklý tým LTC Praha.

### Přehled ročníků
| Sezona  | Vítězný tým | Fin. | Poražený finalista          | Ref.              |
| ------- | ----------- | ---- | --------------------------- | ----------------- |
| 1929/30 | LTC Praha   | 3–1  | AC Stadion České Budějovice | [ 1 ]             |
| 1930/31 | LTC Praha   | 2–0  | Troppauer EV Opava          | [ 1 ]             |
| 1931/32 | LTC Praha   | 12–0 | SK Prostějov                | [ 1 ] [ pozn. 1 ] |
| 1932/33 | LTC Praha   | 12–1 | DSK Tábor                   | [ 1 ] [ pozn. 2 ] |
| 1933/34 | LTC Praha   | 6–0  | SK Slavia Praha             | [ 1 ] [ pozn. 3 ] |
| 1934/35 | LTC Praha   | 12–1 | AC Stadion České Budějovice | [ 1 ] [ pozn. 4 ] |

1. ↑  Republikové finále se hrálo na Štvanici až před MS 1933.
2. ↑  Finále se hrálo až v prosinci 1933, tedy opět se zpožděním.
3. ↑  Mistrovství se konalo na Štvanici. Zúčastnil se ho i 2. tým Pražské župy SK Slavia Praha, která se probojovala až do finále.
4. ↑  Finále o mistra Čech se hrálo až v prosinci 1935. Celostátní mistrovství se neuskutečnilo.

### Kvalifikační ročník 1935–36
Poslední ročník Mistrovství Československa byl jenom kvalifikací pro první ročník Československé hokejové ligy. Pražská třída dodala tři účastníky LTC Praha, AC Sparta Praha, SK Slavia Praha, z venkovských divizí si vybojovaly účast AC Stadion České Budějovice, LTC Pardubice (dodatečně je nahradila BK Mladá Boleslav a SSK Vítkovice. Za Slovensko kvalifikovaly HC Tatry Poprad a za německý svaz Troppauer EV Opava.

## Československá hokejová liga před 2. sv. válkou
Sotva se zformovala československá ligová soutěž, přerušila ji Druhá světová válka. Plnohodnotně odehrát se stihly jen první dva ročníky. 
V obou dvou zvítězil LTC Praha, který se stal prvním mistrem Československé hokejové ligy. Prvního ročníku se účastnilo 8 kvalifikovaných týmy z celostátního mistrovství 1935/36, do 2. sezony už nastoupilo 14 týmů, které byly rozděleny do dvou skupin. Jejich vítězové LTC Praha a AC Sparta Praha se utkaly v konečném finále, kde LTC zvítězilo 5–1.
Již třetí ročník byl přerušen politickými a válečnými událostmi. Soutěž nebyla odehrána na celostátní úrovni, ale pouze na úrovní župních mistrovství. Mistrem republiky byl vyhlášen vítěz středočeské župy LTC Praha. 

### Přehled ročníků
|  | Vítěz ročníku je oficiálně považován za ligového mistra. |

| Sezona  | Vítězný tým                                                                | Fin.                                                                       | Poražený finalista (2. místo)                                              | Poznámka         | Ref.  |
| ------- | -------------------------------------------------------------------------- | -------------------------------------------------------------------------- | -------------------------------------------------------------------------- | ---------------- | ----- |
| 1936/37 | LTC Praha (1)                                                              |                                                                            | AC Sparta Praha                                                            | tabulka, o 1 bod | [ 1 ] |
| 1937/38 | LTC Praha (2)                                                              | 5–1                                                                        | AC Sparta Praha                                                            | 2 skupiny        | [ 1 ] |
| 1938/39 | LTC Praha (3) byl jako vítěz Středočeské župy prohlášen mistrem republiky. | LTC Praha (3) byl jako vítěz Středočeské župy prohlášen mistrem republiky. | LTC Praha (3) byl jako vítěz Středočeské župy prohlášen mistrem republiky. |                  | [ 7 ] |

## Českomoravská liga v období Protektorátu (1939 – 45)

### Přehled ročníků
|  | Vítěz ročníku je oficiálně považován za ligového mistra. |

| Sezona  | Vítězný tým                                     | Fin.                                            | 2. místo                                        | Poznámka          | Ref.  |
| ------- | ----------------------------------------------- | ----------------------------------------------- | ----------------------------------------------- | ----------------- | ----- |
| 1939/40 | LTC Praha (4)                                   |                                                 | SK Horácká Slavia Třebíč                        | tabulka, o 2 body | [ 1 ] |
| 1940/41 | I. ČLTK Praha (1)                               |                                                 | LTC Praha                                       | tabulka, o 2 body | [ 1 ] |
| 1941/42 | LTC Praha (5)                                   |                                                 | I. ČLTK Praha                                   | tabulka, o 2 body | [ 1 ] |
| 1942/43 | LTC Praha (6)                                   |                                                 | I. ČLTK Praha                                   | tabulka, o 1 bod  | [ 1 ] |
| 1943/44 | LTC Praha (7)                                   |                                                 | I. ČLTK Praha                                   | tabulka, o 2 body | [ 1 ] |
| 1944/45 | Soutěž nebyla sehrána kvůli válečným událostem. | Soutěž nebyla sehrána kvůli válečným událostem. | Soutěž nebyla sehrána kvůli válečným událostem. |                   | [ 1 ] |

## Československá hokejová liga (1945 – 93)

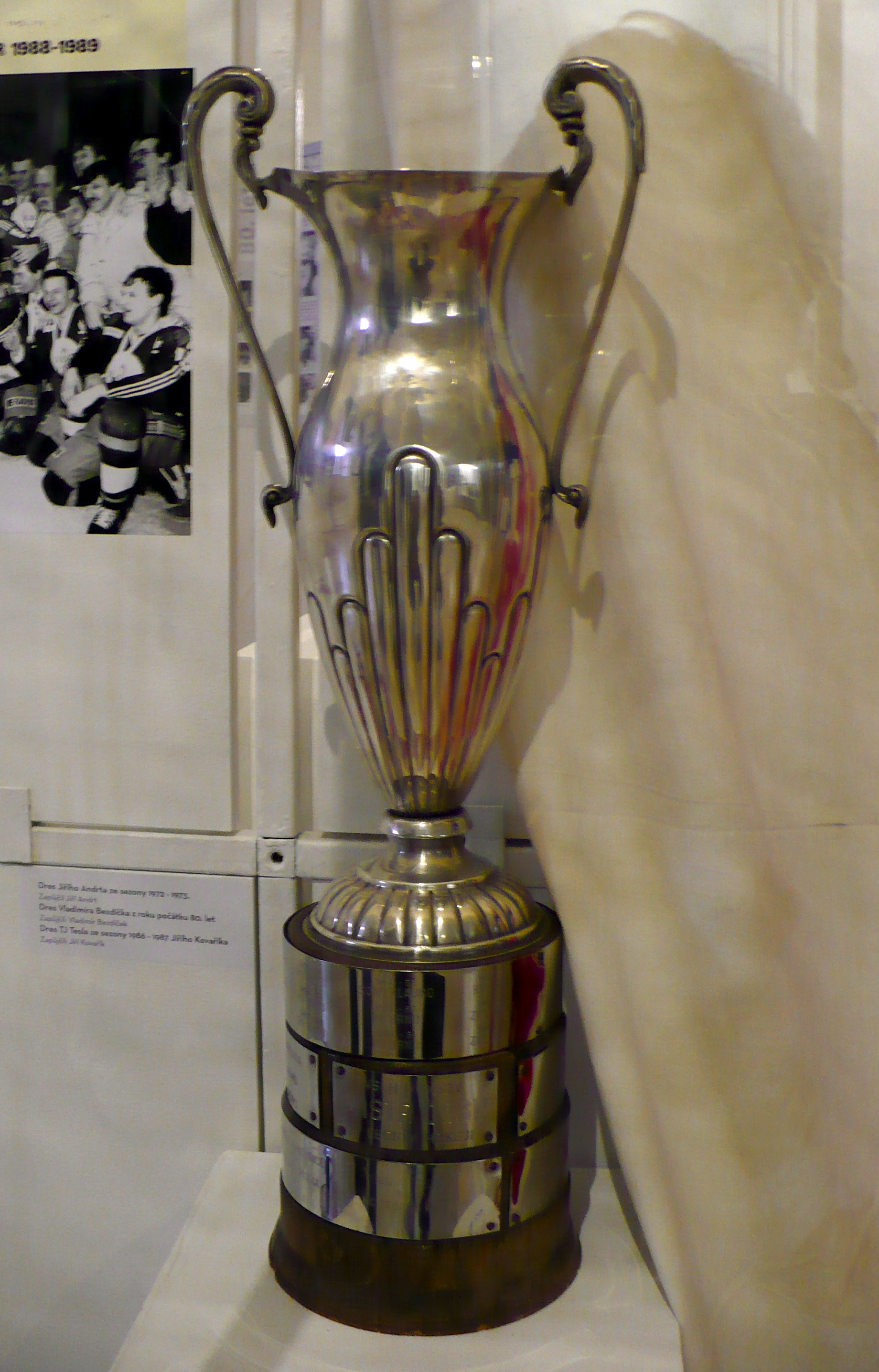
Pohár pro mistra Československa v ledním hokeji

### Přehled ročníků
- Vítězové všech ročníku jsou považováni za ligové mistry.
- Čísla v závorce značí počet ligových titulů, v případě finálové série poměr finálových účastí.

|   | Finále mezi vítězi dvou skupin hráno na 1 či 2 zápasy.  |  |
|   | Finálový turnaj mezi nejlepšími týmy základních skupin. |  |
| † | Poslední mistrovský titul dnes již zaniklého klubu.     |  |
|   | Slovenské kluby.                                        |  |

| Sezona  | Vítězný tým                        | Fin.      | 2. místo                       | Poznámka               | Ref.   |
| ------- | ---------------------------------- | --------- | ------------------------------ | ---------------------- | ------ |
| 1945/46 | LTC Praha (8)                      | 3–1       | I. ČLTK Praha                  | 2 skupiny              | [ 1 ]  |
| 1946/47 | LTC Praha (9)                      | 10–0, 5–8 | I. ČLTK Praha                  | 2 sk.,fin. 2 zápasy    | [ 1 ]  |
| 1947/48 | LTC Praha (10)                     | 7–1, 13–5 | I. ČLTK Praha                  | 2 sk.,fin. 2 zápasy    | [ 1 ]  |
| 1948/49 | LTC Praha (11) †                   |           | ŠK Bratislava                  | tabulka, o 5 bodů      | [ 1 ]  |
| 1949/50 | ATK Praha (1) †                    |           | ZSJ Sokol Vítkovické železárny | tabulka, o 4 body      | [ 1 ]  |
| 1950/51 | SKP České Budějovice (1)           |           | ZSJ Sokol Vítkovické železárny | tabulka, o 1 bod       | [ 1 ]  |
| 1951/52 | ZSJ Sokol Vítkovické železárny (1) |           | ATK Praha                      | finálový turnaj        | [ 1 ]  |
| 1952/53 | TJ Spartak Praha Sokolovo (1)      |           | TJ Baník Vítkovické železárny  | finálový turnaj        | [ 1 ]  |
| 1953/54 | TJ Spartak Praha Sokolovo (2)      |           | Rudá Hvězda Brno               | finálový turnaj        |        |
| 1954/55 | Rudá Hvězda Brno (1)               |           | Tankista Praha                 | finálový turnaj        |        |
| 1955/56 | Rudá Hvězda Brno (2)               |           | TJ Baník Chomutov ZJF          | fin. skupina, o 3 body |        |
| 1956/57 | Rudá Hvězda Brno (3)               |           | TJ Spartak Praha Sokolovo      | tabulka, o 2 body      |        |
| 1957/58 | Rudá Hvězda Brno (4)               |           | TJ Spartak Plzeň LZ            | tabulka, o 5 bodů      |        |
| 1958/59 | TJ SONP Kladno (1)                 |           | TJ Spartak Plzeň LZ            | tabulka, o 4 body      |        |
| 1959/60 | Rudá Hvězda Brno (5)               |           | TJ Slovan ÚNV Bratislava       | tabulka, o 7 bodů      |        |
| 1960/61 | Rudá Hvězda Brno (6)               |           | TJ Slovan ÚNV Bratislava       | nadstavba, o 3 body    |        |
| 1961/62 | Rudá Hvězda Brno (7)               |           | TJ Slovan CHZJD Bratislava     | nadstavba, o 2 body    | [ 8 ]  |
| 1962/63 | TJ ZKL Brno (8)                    |           | TJ Spartak Praha Sokolovo      | nadstavba, o 13 bodů   | [ 9 ]  |
| 1963/64 | TJ ZKL Brno (9)                    |           | TJ Slovan CHZJD Bratislava     | nadstavba, o 17 bodů   | [ 10 ] |
| 1964/65 | TJ ZKL Brno (10)                   |           | TJ Slovan CHZJD Bratislava     | nadstavba, o 7 bodů    | [ 11 ] |
| 1965/66 | TJ ZKL Brno (11)                   |           | ASD Dukla Jihlava              | tabulka, o skóre       | [ 12 ] |
| 1966/67 | ASD Dukla Jihlava (1)              |           | TJ Sparta ČKD Praha            | tabulka, o 3 body      | [ 13 ] |
| 1967/68 | ASD Dukla Jihlava (2)              |           | TJ ZKL Brno                    | tabulka, o 2 body      | [ 14 ] |
| 1968/69 | ASD Dukla Jihlava (3)              |           | TJ ZKL Brno                    | tabulka, o 5 bodů      | [ 15 ] |
| 1969/70 | ASD Dukla Jihlava (4)              |           | TJ Slovan CHZJD Bratislava     | tabulka, o 3 body      | [ 16 ] |
| 1970/71 | ASD Dukla Jihlava (5, 1–0)         | 3–0       | TJ ZKL Brno (0–1)              | Play-off, 4 týmy       | [ 17 ] |
| 1971/72 | ASD Dukla Jihlava (6)              |           | TJ Slovan CHZJD Bratislava     | tabulka, o 2 body      | [ 18 ] |
| 1972/73 | TJ Tesla Pardubice (1, 1–0)        | 4–2       | ASD Dukla Jihlava (1–1)        | Play-off, 4 týmy       | [ 19 ] |
| 1973/74 | ASD Dukla Jihlava (7)              |           | TJ Sparta ČKD Praha            | tabulka, o 11 bodů     | [ 20 ] |
| 1974/75 | TJ SONP Kladno (2)                 |           | TJ Tesla Pardubice             | tabulka, o 8 bodů      | [ 21 ] |
| 1975/76 | TJ SONP Kladno (3)                 |           | TJ Tesla Pardubice             | nadstavba, o 2 body    | [ 22 ] |
| 1976/77 | TJ Poldi SONP Kladno (4)           |           | ASD Dukla Jihlava              | tabulka, o 1 bod       | [ 23 ] |
| 1977/78 | TJ Poldi SONP Kladno (5)           |           | TJ CHZ ČSSP Litvínov           | tabulka, o 4 body      | [ 24 ] |
| 1978/79 | TJ Slovan CHZJD Bratislava (1)     |           | ASD Dukla Jihlava              | tabulka, o 3 body      | [ 25 ] |
| 1979/80 | TJ Poldi SONP Kladno (6)           |           | ASD Dukla Jihlava              | tabulka, o 4 body      | [ 26 ] |
| 1980/81 | TJ Vítkovice (2)                   |           | TJ Motor České Budějovice      | tabulka, o 2 body      | [ 27 ] |
| 1981/82 | ASD Dukla Jihlava (8)              |           | TJ Poldi SONP Kladno           | tabulka, o 12 bodů     | [ 28 ] |
| 1982/83 | ASD Dukla Jihlava (9)              |           | TJ Vítkovice                   | tabulka, o 8 bodů      | [ 29 ] |
| 1983/84 | ASD Dukla Jihlava (10)             |           | TJ CHZ ČSSP Litvínov           | tabulka, o 4 body      | [ 30 ] |
| 1984/85 | ASD Dukla Jihlava (11)             |           | TJ VSŽ Košice                  | tabulka, o 15 bodů     | [ 31 ] |
| 1985/86 | TJ VSŽ Košice (1, 1–0)             | 3–2       | ASD Dukla Jihlava (1–2)        | Play-off, 8 týmů       | [ 32 ] |
| 1986/87 | TJ Tesla Pardubice (2, 2–0)        | 3–2       | ASD Dukla Jihlava (1–3)        | Play-off, 8 týmů       | [ 33 ] |
| 1987/88 | TJ VSŽ Košice (2, 2–0)             | 3–2       | TJ Sparta ČKD Praha (0–1)      | Play-off, 8 týmů       | [ 34 ] |
| 1988/89 | TJ Tesla Pardubice (3, 3–0)        | 3–1       | ASVŠ Dukla Trenčín (0–1)       | Play-off, 8 týmů       | [ 35 ] |
| 1989/90 | TJ Sparta ČKD Praha (3, 1–1)       | 3–1       | ASVŠ Dukla Trenčín (0–2)       | Play-off, 8 týmů       | [ 36 ] |
| 1990/91 | ASD Dukla Jihlava (12, 2–3)        | 3–1       | HC CHZ Litvínov (0–1)          | Play-off, 4 týmy       | [ 37 ] |
| 1991/92 | ASVŠ Dukla Trenčín (1, 1–2)        | 3–1       | SK Škoda Plzeň (0–1)           | Play-off, 12 týmů      | [ 38 ] |
| 1992/93 | HC Sparta Praha (4, 2–1)           | 3–1       | TJ Vítkovice (0–1)             | Play-off, 12 týmů      | [ 39 ] |

- Přehled zde (vítězové)
- Přehled zde (kluby)

## Extraliga ledního hokeje (od roku 1993)

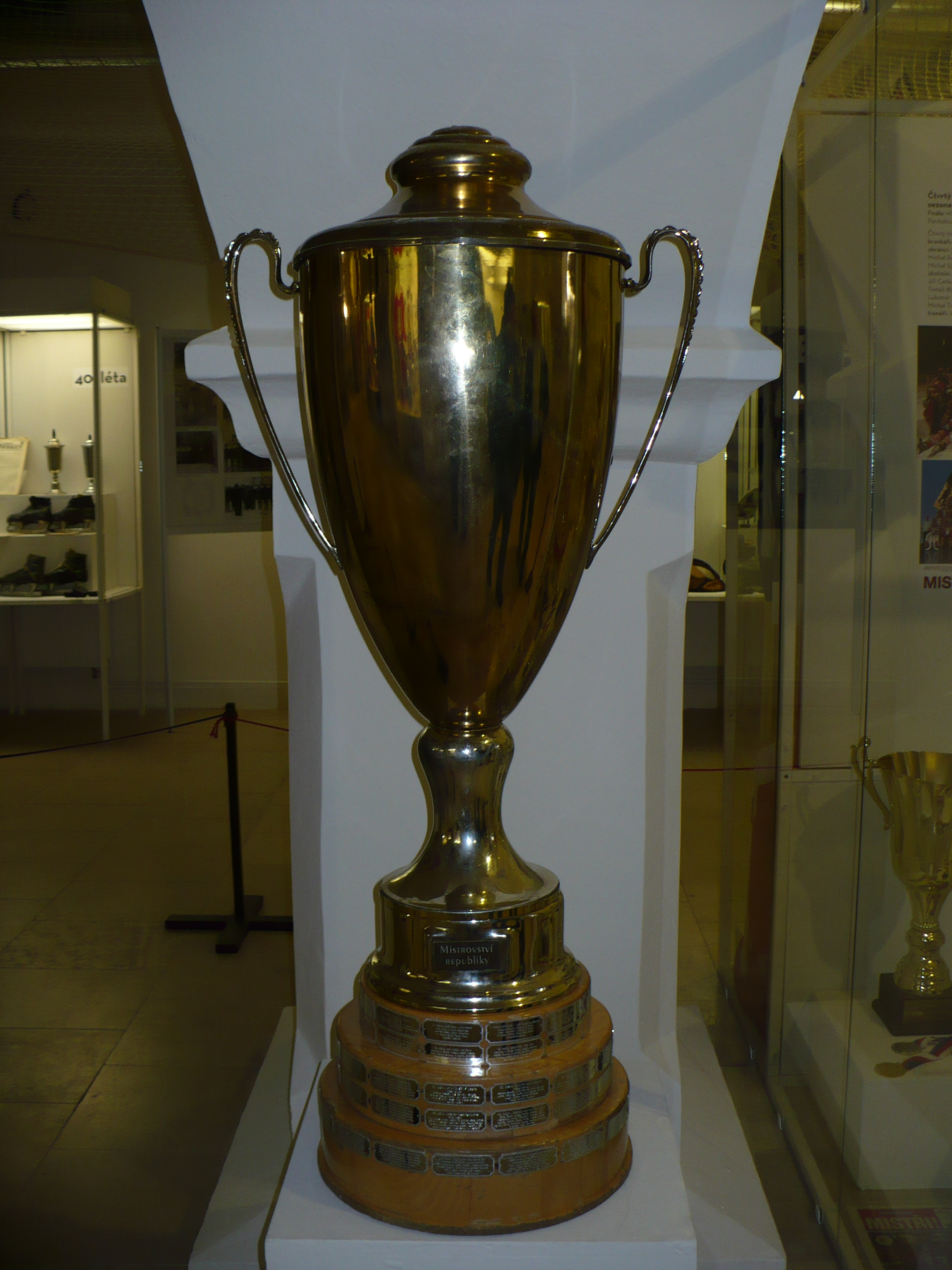
Pohár pro Mistra České republiky Tipsport ELH, tzv. Velký pohár, udělovaný od sezony 1999/00 do sezony 2012/13, na jehož podstavci jsou štítky se jmény všech vítězů nejvyšší československé a později české hokejové soutěže

### Přehled ročníků
- Vítězové všech ročníku jsou považováni za ligové mistry.
- Čísla v závorce značí počet ligových titulů, v případě finálové série poměr finálových účastí.

|  | Finále mezi vítězi dvou skupin hráno na 1 či 2 zápasy.  |
|  | Finálový turnaj mezi nejlepšími týmy základních skupin. |

| Sezona  | Vítězný tým                                 | Fin.                                        | Poražený finalista                          | Poznámka                                    | Ref.   |
| ------- | ------------------------------------------- | ------------------------------------------- | ------------------------------------------- | ------------------------------------------- | ------ |
| 1993/94 | HC Olomouc (1, 1–0)                         | 3–1                                         | HC Pardubice (3–1)                          | Play-off, 8 týmů                            | [ 40 ] |
| 1994/95 | HC Dadák Vsetín (1, 1–0)                    | 3–1                                         | AC ZPS Zlín (0–1)                           | Play-off, 8 týmů                            | [ 41 ] |
| 1995/96 | HC Petra Vsetín (2, 2–0)                    | 3–1                                         | HC Chemopetrol Litvínov (0–2)               | Play-off, 12 týmů                           | [ 42 ] |
| 1996/97 | HC Petra Vsetín (3, 3–0)                    | 3–0                                         | HC Vítkovice (0–2)                          | Play-off, 12 týmů                           | [ 43 ] |
| 1997/98 | HC Petra Vsetín (4, 4–0)                    | 3–0                                         | HC Železárny Třinec (0–1)                   | Play-off, 8 týmů                            | [ 44 ] |
| 1998/99 | HC Slovnaft Vsetín (5, 5–0)                 | 3–0                                         | HC ZPS Barum Zlín (0–2)                     | Play-off, 8 týmů                            | [ 45 ] |
| 1999/00 | HC Sparta Praha (5, 3–1)                    | 3–0                                         | HC Slovnaft Vsetín (5–1)                    | Play-off, 8 týmů                            | [ 46 ] |
| 2000/01 | HC Slovnaft Vsetín (6, 6–1)                 | 3–1                                         | HC Sparta Praha (3–2)                       | Play-off, 8 týmů                            | [ 47 ] |
| 2001/02 | HC Sparta Praha (6, 4–2)                    | 3–1                                         | HC Vítkovice (0–3)                          | Play-off, 8 týmů                            | [ 48 ] |
| 2002/03 | HC Slavia Praha (1, 1–0)                    | 4–3                                         | HC ČSOB Poj. Pardubice (3–2)                | Play-off, 8 týmů                            | [ 49 ] |
| 2003/04 | HC Hamé Zlín (1, 1–2)                       | 4–1                                         | HC Slavia Praha (1–1)                       | Play-off, 8 týmů                            | [ 50 ] |
| 2004/05 | HC Moeller Pardubice (4, 4–2)               | 4–0                                         | HC Hamé Zlín (1–3)                          | Play-off, 8 týmů                            | [ 51 ] |
| 2005/06 | HC Sparta Praha (7, 5–2)                    | 4–2                                         | HC Slavia Praha (1–2)                       | Play-off, 8 týmů                            | [ 52 ] |
| 2006/07 | HC Sparta Praha (8, 6–2)                    | 4–2                                         | HC Moeller Pardubice (4–3)                  | Play-off, 10 týmů                           | [ 53 ] |
| 2007/08 | HC Slavia Praha (2, 2–2)                    | 4–3                                         | HC Energie Karlovy Vary (0–1)               | Play-off, 10 týmů                           | [ 54 ] |
| 2008/09 | HC Energie Karlovy Vary (1, 1–1)            | 4–2                                         | HC Slavia Praha (2–3)                       | Play-off, 10 týmů                           | [ 55 ] |
| 2009/10 | HC Eaton Pardubice (5, 5–3)                 | 4–0                                         | HC Vítkovice Steel (0–4)                    | Play-off, 10 týmů                           | [ 56 ] |
| 2010/11 | HC Oceláři Třinec (1, 1–1)                  | 4–1                                         | HC Vítkovice Steel (0–5)                    | Play-off, 10 týmů                           | [ 57 ] |
| 2011/12 | HC ČSOB Poj. Pardubice (6, 6–3)             | 4–2                                         | HC Kometa Brno (0–2)                        | Play-off, 10 týmů                           | [ 58 ] |
| 2012/13 | HC Škoda Plzeň (1, 1–1)                     | 4–3                                         | PSG Zlín (1–4)                              | Play-off, 10 týmů                           | [ 59 ] |
| 2013/14 | PSG Zlín (2, 2–4)                           | 4–1                                         | HC Kometa Brno (0–3)                        | Play-off, 10 týmů                           | [ 60 ] |
| 2014/15 | HC Verva Litvínov (1, 1–2)                  | 4–3                                         | HC Oceláři Třinec (1–2)                     | Play-off, 10 týmů                           | [ 61 ] |
| 2015/16 | Bílí Tygři Liberec (1, 1–0)                 | 4–2                                         | HC Sparta Praha (6–3)                       | Play-off, 10 týmů                           | [ 62 ] |
| 2016/17 | HC Kometa Brno (12, 1–3)                    | 4–0                                         | Bílí Tygři Liberec (1–1)                    | Play-off, 10 týmů                           | [ 63 ] |
| 2017/18 | HC Kometa Brno (13, 2–3)                    | 4–1                                         | HC Oceláři Třinec (1–3)                     | Play-off, 10 týmů                           | [ 64 ] |
| 2018/19 | HC Oceláři Třinec (2, 2–3)                  | 4–2                                         | Bílí Tygři Liberec (1–2)                    | Play-off, 10 týmů                           | [ 65 ] |
| 2019/20 | Play-off nedohráno kvůli pandemii covidu-19 | Play-off nedohráno kvůli pandemii covidu-19 | Play-off nedohráno kvůli pandemii covidu-19 | Play-off nedohráno kvůli pandemii covidu-19 | [ 66 ] |
| 2020/21 | HC Oceláři Třinec (3, 3–3)                  | 4–1                                         | Bílí Tygři Liberec (1–3)                    | Play-off, 12 týmů                           | [ 67 ] |
| 2021/22 | HC Oceláři Třinec (4, 4–3)                  | 4–2                                         | HC Sparta Praha (6–4)                       | Play-off, 12 týmů                           | [ 68 ] |
| 2022/23 | HC Oceláři Třinec (5, 5–3)                  | 4–2                                         | Mountfield HK (0–1)                         | Play-off, 12 týmů                           | [ 69 ] |
| 2023/24 | HC Oceláři Třinec (6, 6–3)                  | 4–3                                         | HC Dynamo Pardubice (6–4)                   | Play-off, 12 týmů                           | [ 70 ] |

## Kluby dle počtu mistrovských titulů
Do tabulky jsou zahrnuty všechny ročníky nejvyšší ligové soutěže od vzniku (počínaje sezonou 1936/37).
| Počet titulů | Klub                               | Mistrovské sezóny |
| ------------ | ---------------------------------- | --- |
| 14           | HC Kometa Brno (RH, ZKL)           | 1954/55, 1955/56, 1956/57, 1957/58, 1959/60, 1960/61, 1961/62, 1962/63, 1963/64, 1964/65, 1965/66, 2016/17, 2017/18, 2024/25 |
| 12           | HC Dukla Jihlava (ASD)             | 1966/67, 1967/68, 1968/69, 1969/70, 1970/71, 1971/72, 1973/74, 1981/82, 1982/83, 1983/84, 1984/85, 1990/91                   |
| 11           | LTC Praha                          | 1936/37, 1937/38, 1938/39, 1939/40, 1941/42, 1942/43, 1943/44, 1945/46, 1946/47, 1947/48, 1948/49                            |
| 8            | HC Sparta Praha (Spartak Sokolovo) | 1952/53, 1953/54, 1989/90, 1992/93, 1999/00, 2001/02, 2005/06, 2006/07                                                       |
| 6            | Rytíři Kladno (Poldi, SONP)        | 1958/59, 1974/75, 1975/76, 1976/77, 1977/78, 1979/80                                                                         |
| 6            | VHK Vsetín (HC, Dadák, Petra)      | 1994/95, 1995/96, 1996/97, 1997/98, 1998/99, 2000/01                                                                         |
| 6            | HC Dynamo Pardubice (Tesla)        | 1972/73, 1986/87, 1988/89, 2004/05, 2009/10, 2011/12                                                                         |
| 6            | HC Oceláři Třinec                  | 2010/11, 2018/19, 2020/21, 2021/22, 2022/23, 2023/24                                                                         |
| 2            | HC Vítkovice Ridera (VŽKG)         | 1951/52, 1980/81 |
| 2            | HC Košice (VSŽ)                    | 1985/86, 1987/88 |
| 2            | HC Slavia Praha                    | 2002/03, 2007/08 |
| 2            | PSG Zlín (Barum Continental)       | 2003/04, 2013/14 |
| 1            | I. ČLTK Praha                      | 1940/41 |
| 1            | ATK Praha                          | 1949/50 |
| 1            | ČEZ Motor České Budějovice (SKP)   | 1950/51 |
| 1            | HC Slovan Bratislava               | 1978/79 |
| 1            | HC Dukla Trenčín                   | 1991/92 |
| 1            | HC Olomouc                         | 1993/94 |
| 1            | HC Energie Karlovy Vary            | 2008/09 |
| 1            | HC Škoda Plzeň                     | 2012/13 |
| 1            | HC Verva Litvínov                  | 2014/15 |
| 1            | Bílí Tygři Liberec                 | 2015/16 |

## Kluby dle počtu finálových účastí
Do tabulky jsou zahrnuty všechny ročníky nejvyšší ligové soutěže, ve kterých bylo sehráno Play-off.
Historicky první Play-off bylo odehráno v sezoně 1970/71 a ve finálové sérii zvítězila Dukla Jihlava nad ZKL Brno. Druhé Play-off se odehrálo o dva roky později a poté následovala dlouhá pauza, kdy se o mistrovi rozhodovalo již v "základní části". Třetí sezona obsahující play-off byla 1985/86 a od té doby se hraje pravidelně. 
| Fin. účasti | Klub                       | Finálové účasti v Play-off                                                               |
| ----------- | -------------------------- | ---------------------------------------------------------------------------------------- |
| 10          | HC Sparta Praha (Spartak)  | 1987/88, 1989/90, 1992/93, 1999/00, 2000/01, 2001/02, 2005/06, 2006/07, 2015/16, 2021/22 |
| 10          | HC Dynamo Pardubice        | 1972/73, 1986/87, 1988/89, 1993/94, 2002/03, 2004/05, 2006/07, 2009/10, 2011/12, 2022/23 |
| 9           | HC Oceláři Třinec          | 1997/98, 2010/11, 2014/15, 2017/18, 2018/19, 2020/21, 2021/22, 2022/23, 2022/23          |
| 7           | VHK Vsetín (HC)            | 1994/95, 1995/96, 1996/97, 1997/98, 1998/99, 1999/00, 2000/01                            |
| 6           | PSG Zlín                   | 1994/95, 1998/99, 2003/04, 2004/05, 2012/13, 2013/14                                     |
| 5           | HC Dukla Jihlava (ADS)     | 1970/71, 1972/73, 1985/86, 1986/87, 1990/91                                              |
| 5           | HC Slavia Praha            | 2002/03, 2003/04, 2005/06, 2007/08, 2008/09                                              |
| 5           | HC Vítkovice Ridera (VŽKG) | 1992/93, 1996/97, 2001/02, 2009/10, 2010/11                                              |
| 5           | HC Kometa Brno (RH, ZKL)   | 1970/71, 2011/12, 2013/14, 2016/17, 2017/18                                              |
| 4           | Bílí Tygři Liberec         | 2015/16, 2016/17, 2018/19, 2020/21                                                       |
| 3           | HC Dukla Trenčín           | 1988/89, 1989/90, 1991/92                                                                |
| 3           | HC Verva Litvínov          | 1990/91, 1995/96, 2014/15                                                                |
| 2           | HC Košice (VSŽ)            | 1985/86, 1987/88                                                                         |
| 2           | HC Energie Karlovy Vary    | 2007/08, 2008/09                                                                         |
| 2           | HC Škoda Plzeň             | 1991/92, 2012/13                                                                         |
| 1           | HC Olomouc                 | 1993/94                                                                                  |
| 1           | Mountfield HK              | 2022/23                                                                                  |

- Tučně zvýrazněné účasti byly vítězné.